# Осада Гомеля (1535)
Осада Гомеля — сражение русско-литовской войны 1534—1537 годов: осада в июле 1535 года Гомеля, находившегося под контролем Русского государства, объединённым войском Великого княжества Литовского и Королевства Польского. Осада продлилась три дня и завершилась тем, что гарнизон Гомеля сдал город польско-литовским войскам. Существует также версия, что гарнизон просто покинул город, после чего его сдали сами горожане.

## Предыстория
Взаимные претензии и конфликты между Великим княжеством Литовским и Русским государством были характерны ещё для периода Государя всея Руси Василий III. После его смерти великий князь литовский и король польский Сигизмунд I потребовал от русской стороны вернуть ему земли, потерянные в ходе русско-литовской войны 1512—1522 годов. Получив отказ от Государыни всея Руси Елены Глинской, он начал боевые действия. В преддверии войны на литовскую сторону перешли представители русской знати из войск, стоявших на южной границе.
В ходе боевых действий литовские войска взяли Радогощ, но потерпели поражение, попытавшись взять Чернигов, Стародуб, Почеп и Смоленск.
Русские войска ответили многочисленными рейдами вглубь территории Великого княжества Литовского, сильно разорив ряд земель и нанеся ущерб литовской экономике. Для дальнейшего ведения боевых действий Сигизмунд I привлек польские войска.

## Ход осады
В 1535 году Сигизмунд отправил свои войска в новое наступление. 13 июля к городу Гомелю подошли литовские войска во главе с гетманом великим литовским Юрием Радзивиллом.14 июля польские войска во главе с гетманом великим коронным Яном Тарновским и каштеляном калишским Андреем Гуркой прибыли к Гомелю. Тогда же осаждавшим привезли артиллерию. Далее они начали обстреливать город. 14 июля их пушки разрушили большую часть укреплений. На следующий день обстрел продолжался чуть-ли не целый день. 16 июля русский гарнизон во главе с князем Дмитрием Щепиным-Оболенским сдал город. Уходящие русские войска армия противника пропустила, но ограбила. Известно то, что часть из них было взято в плен. Местная гомельская знать перешла с городом под власть Великого княжества Литовского.
Воскресенская летопись сообщает то, что причина сдачи города заключалась в том, что «прибылые люди в город не поспели, а были тутошние люди немногие». ЛНЦ выдвигает иную версию, согласно которой руководивший гомельским гарнизоном Д. Щепин-Оболенский испугался многочисленности армии противника и бежал из города вместе с военными, а горожане сдали город осаждавшим. По мнению российская историка М. Крома, эти версии не исключают друг друга, но обе сообщают лишь часть информации, по-разному расставляя акценты.

## Последствия
Прибыв в Москву, бывший руководитель гомельского гарнизона князь Дмитрий Щепин-Оболенский был посажен в темницу.
Развивая успех после взятия Гомеля, польско-литовские войска взяли Стародуб (после продолжительной осады; местное население было практически полностью перебито), Почеп, Радогощ. Им удалось захватить Северщину, но вскоре русские войска вернули себе большинство этих территорий, однако Гомель им вернуть не удалось. По условиям русско-литовского перемирия 1537 года Гомель остался в составе Великого княжества Литовского.